# سی‌تی‌کی – سیتی‌لینک
سی‌تی‌کی – سیتی‌لینک (به انگلیسی: CTK – CiTylinK) یک شرکت هواپیمایی است که در تاریخ ۱۹۹۴ میلادی تأسیس شده است.
دفتر مرکزی سی‌تی‌کی – سیتی‌لینک در آکرا، غنا واقع شده‌است و قطب این شرکت هواپیمایی در فرودگاه بین‌المللی کوتوکا قرار دارد.